# 더 칙스
더 칙스(The Chicks)는 1989년 텍사스주 댈러스에서 결성된 컨트리 음악 밴드으로, 이전 밴드명은 딕시 칙스(Dixie Chicks)였다. 2020년 6월 25일, 조지 플로이드 사망 사건의 영향을 받아 메이슨 딕슨 선과 연관된 단어 "Dixie"를 그룹명에서 지우고 현재의 밴드명으로 활동하고 있다. 2007 그래미상 시상식에서 7집 앨범 Taking the Long Way를 통해 올해의 앨범상을, 싱글 "Not Ready to Make Nice"를 통해 올해의 레코드상을 수상했다.

## 음반 목록
- Thank Heavens for Dale Evans (1990)
- Little Ol' Cowgirl (1992)
- Shouldn't a Told You That (1993)
- Wide Open Spaces (1998)
- Fly (1999)
- Home (2002)
- Taking the Long Way (2006)
- Gaslighter (2020)

## 일원

### 현재 일원
- 내털리 메인스
- 마티 매과이어
- 에밀리 로비슨

### 과거 일원
- 로라 린치
- 로빈 린 메이시

## 같이 보기
- 미국에서 가장 많이 팔린 음반 목록